# Jacquemontia ochracea
Jacquemontia ochracea är en vindeväxtart som beskrevs av Sim.-bianch. och Pirani. Jacquemontia ochracea ingår i släktet Jacquemontia och familjen vindeväxter. Inga underarter finns listade i Catalogue of Life.